# Jicchak Kariv
Jicchak Kariv (hebrejsky: יצחק קריב) byl izraelský politik a starosta Jeruzaléma.

## Biografie a politická dráha
Narodil se roku 1902 v tehdejší Ruské říši. V letech 1952–1955 zastával post starosty Jeruzaléma, respektive Západního Jeruzaléma (Východní Jeruzalém včetně Starého města byl tehdy ještě pod správou Jordánska). Na tento post kandidoval za stranu Mizrachi. Do funkce se dostal jako kompromisní kandidát poté, co rezignoval jeho předchůdce Zalman Šragaj. Zemřel roku 1999.